# Referendum o spomladanskem lovu na Malti (2015)
Referendum o spomladanskem lovu je na Malti potekal 11. aprila 2015. Na njem so volivci s tesno večino (50,4 %) izglasovali ohranitev obstoječega lovnega zakona in s tem spomladanskega lova na ptice.

## Ozadje
Malta je edina država v Evropski uniji, v kateri je dovoljen spomladanski lov v rekreativne namene. Od sredine do konca aprila je dovoljeno streljati dve vrsti – divje grlice in prepelice. Lovci morajo svoj ulov prijaviti vladi, kvota pa se določa vsako leto glede na prijavljeno število odstreljenih ptic prejšnjo jesen.
Lov se izvaja v času spomladanske selitve ptic iz Afrike v Evropo, Malta pa leži na eni izmed selitvenih poti; po podatkih organizacije BirdLife Malta je zato številčnost divjih grlic od leta 1980 in 2015 upadla za 77 %. Po trditvah varstvenih organizacij se lovna sezona tudi zlorablja za lov na druge vrste ptic. Lov je v nasprotju z evropsko Ptičjo direktivo, zaradi česar je leta 2009 Evropsko sodišče razsodilo, da Malta z dovoljevanjem spomladanskega lova po 2004 krši svoje pogodbene obveznosti do EU; kljub temu so odtlej različne malteške vlade sprejemale zakone, ki so omogočali njegov obstanek.
Avgusta 2013 je koalicija trinajstih nevladnih organizacij (med njimi BirdLife Malta in malteški Friends of the Earth) ter stranke Demokratična alternativa začela peticijo za prepoved spomladanskega lova. Podpisalo jo je okoli 45.000 ljudi, kar je zadoščalo za razpis referenduma. Pobudniki so v sporočilu za javnost izpostavili, da institucije Evropske unije v tej zadevi delujejo prepočasi, malteška vlada pa da ne kaže prave volje za spoštovanje evropskega prava.
Združenje lovcev (FKNK) in Lovci sv. Huberta (KSU) so na ustavno sodišče vložili peticijo za preprečitev referenduma. Po trditvah FKNK je peticija zbrala 104.293 podpisov in bila največja v malteški zgodovini. Zagovorniki ohranitve lova so poudarjali, da je to del malteške tradicije, in poskus njegove prepovedi prikazovali kot prvega v nizu napadov na pravice manjšin. Sodišče je 9. januarja 2015 njuno tožbo zavrnilo in jima naložilo plačilo sodnih stroškov. Dan zatem je predsednik vlade Joseph Muscat referendum razpisal za 11. april, sočasno z lokalnimi volitvami.

## Referendum
Referendumsko vprašanje je bilo: »Ali ste za to, da določbe „Okvira za dovoljenje odstopanja za odprtje spomladanske lovne sezone na divjo grlico in prepelico“ (subsidiarna zakonodaja 504.94) ostanejo v veljavi?«
Ob 74,8-odstotni volilni udeležbi je bilo oddanih 50,44 % veljavnih glasov za, proti (in s tem za ukinitev lova) pa 49,56 % – razlika je znašala 2220 glasov.

## Dogajanje po referendumu
Ko je bil znan izid referenduma, je predsednik vlade Muscat napovedal odprtje sezone spomladanskega lova za 14. april. Lovce je opozoril, naj bodo previdni, da so dobili »zadnjo priložnost« in da se ne bo dopuščalo zlorab.
V sezoni je bilo zabeleženih šest prekrškov, kar je bilo manj kot v predhodnih letih. 27. aprila so protizakonito streljali na postovko, ki je poškodovana strmoglavila na dvorišče šole v Birguju. Muscat je prekršek označil za »neopravičljiv« in predčasno zaprl sezono. Odločitev so pozdravile Zveza za ukinitev spomladanskega lova, Nacionalistična stranka, Demokratična alternativa in BirdLife Malta. Lobi za ohranitev lova, ki sta ga predstavljala FKNK in KSU, je incident obsodil in pozval h kaznovanju odgovornih. Organizacija Birdlife Malta je objavila, da je to sezono prijavila 9 incidentov, poleg tega pa je so aktivisti CABS zaznali 63 primerov uporabe nezakonitih naprav za klicanje ptic.